# Carlos Rodríguez (Fußballspieler, 7. April 1990)
Carlos Rodríguez, vollständiger Name Carlos Emiliano Rodríguez Rodríguez, (* 7. April 1990 in Salto) ist ein uruguayischer Fußballspieler.

## Karriere
Der 1,85 Meter große Defensivakteur Rodríguez gehörte zu Beginn seiner Karriere spätestens ab der Apertura 2009 bis in den September 2011 dem Kader des in Montevideo beheimateten Vereins Danubio FC an. In den Spielzeiten 2009/2010 und 2010/11 absolvierte er 20 bzw. 9 Partien jeweils ohne persönlichen Torerfolg in der Primera División. In der zweiten Septemberhälfte 2011 schloss er sich auf Leihbasis Miramar Misiones an. Zur Saison 2012/13 kehrte er zunächst zu Danubio zurück, wechselte jedoch im August 2012 endgültig zu Miramar Misiones. In der Spielzeit 2013/14 lief er dort viermal (kein Tor) in der höchsten uruguayischen Spielklasse auf. Ab Mitte Februar 2014 setzte er sodann seine Karriere beim Zweitligisten Boston River fort und bestritt bis zum Ende der Saison 2013/14 13 Zweitligaspiele, bei denen er zweimal ins gegnerische Tor traf. In der Saison 2014/15 wurde er 26-mal (ein Tor) in der Segunda División eingesetzt. Ende Juli 2015 wechselte er zum Erstligaaufsteiger Plaza Colonia. In der Spielzeit 2015/16 wurde er in 29 Erstligaspielen (zwei Tore) eingesetzt und wurde mit dem Klub uruguayischer Vizemeister. Anfang Juli 2016 verpflichtete ihn Club Olimpo auf Leihbasis. Bei den Argentiniern bestritt er 27 Erstligaspiele (vier Tore) und zwei Partien (kein Tor) der Copa Argentina. Ab Mitte Juli 2017 folgte ein weiteres Leihgeschäft Plaza Colonias mit dem CA Tigre. Bei der anschließenden Leihstation in der seinem Heimatland wurde er mit Peñarol Montevideo Meister. Der ecuadorianische Verein LDU Quito verpflichtete Rodríguez 2020 nach der Leihe fest. Auch LDU Quito verlieh den Defensivspieler mehrmals: zuerst an den Ligakonkurrenten Delfín Sporting Club, dann erneut zu Peñarol Montevideo und schließlich an den Barcelona Sporting Club, der ihn nach der Leihe fest verpflichtete. Mitte 2024 unterschrieb er beim chilenischen Erstligisten Deportes Iquique.

## Erfolge
Peñarol
- Uruguayischer Meister: 2018

LDU Quito
- Ecuadorianischer Pokalsieger: 2019
- Ecuadorianischer Supercupsieger: 2020